# Rymosia msingiensis
Rymosia msingiensis är en tvåvingeart som beskrevs av Lindner 1958. Rymosia msingiensis ingår i släktet Rymosia och familjen svampmyggor.
Artens utbredningsområde är Tanzania. Inga underarter finns listade i Catalogue of Life.